# Chloroleucon mangense
Chloroleucon mangense är en ärtväxtart som först beskrevs av Nikolaus Joseph von Jacquin, och fick sitt nu gällande namn av Nathaniel Lord Britton och Joseph Nelson Rose. Chloroleucon mangense ingår i släktet Chloroleucon och familjen ärtväxter. IUCN kategoriserar arten globalt som livskraftig.

## Underarter
Arten delas in i följande underarter:
- C. m. lentiscifolium
- C. m. leucospermum
- C. m. mangense
- C. m. mathewsii
- C. m. tetrazyx
- C. m. vincentis